# Villa Flor
Villa Flor ist eine Ortschaft im Departamento Santa Cruz im südamerikanischen Andenstaat Bolivien.

## Lage im Nahraum
Villa Flor ist eine selbständige Ortschaft des Kanton Santa Cruz de la Sierra im Municipio Santa Cruz in der Provinz Andrés Ibáñez. Sie liegt auf einer Höhe von 397 m direkt südöstlich der Grenze des Kanton Santa Cruz, zu dem die Metropolregion Santa Cruz gehört.

## Geographie
Villa Flor liegt im bolivianischen Tiefland östlich der Anden-Gebirgskette der Cordillera Central.
Die mittlere Durchschnittstemperatur der Region liegt bei 24 °C, der Jahresniederschlag beträgt etwa 1000 mm (siehe Klimadiagramm Santa Cruz). Die Region weist ein tropisches Klima mit ausgeglichenem Temperaturverlauf auf, die Monatsdurchschnittstemperaturen schwanken nur unwesentlich zwischen 20 °C im Juli und 26 °C im Dezember. Die Monatsniederschläge liegen zwischen unter 50 mm in den Monaten Juli und August und über 150 mm im Januar.

## Verkehrsnetz
Villa Flor liegt in einer Entfernung von 18 Straßenkilometern südöstlich von Santa Cruz, der Hauptstadt des Departamentos.
Ausgehend vom zweiten innerstädtischen Ring Avenida El Trompillo führt die Avenida Santos Dumont in südwestlicher Richtung aus der Metropole Santa Cruz hinaus, nach insgesamt sieben Kilometern zweigt die Nuevo Palmar in südöstlicher Richtung von der Av. Santos Dumont ab und führt die direkt an Villa Flor vorbei nach Olivera, Villa Victoria und San Lorenzo Brecha 7.

## Bevölkerung
Die Einwohnerzahl des Ortes ist im Jahrzehnt zwischen den beiden letzten Volkszählungen um etwa die Hälfte angestiegen:
| Jahr | Einwohner         | Quelle       |
| ---- | ----------------- | ------------ |
| 1992 | keine Detaildaten | Volkszählung |
| 2001 | 689               | Volkszählung |
| 2012 | 1024              | Volkszählung |
| 2024 |                   | Volkszählung |

Die Region weist einen gewissen Anteil an Quechua-Bevölkerung auf, im Municipio Santa Cruz sprechen 12,0 Prozent der Bevölkerung Quechua.